# José Pedro Cea
José Pedro Cea Urriza (* 1. September 1900 in Montevideo; † 18. September 1970 ebenda) war ein uruguayischer Fußballspieler, der die Position des Stürmers einnahm.

## Spielerkarriere

### Verein
Während seiner aktiven Laufbahn spielte der 1,72 Meter große Stürmer Cea, der aufgrund seiner baskischen Mutter auch „el Vasco“ (dt.: Baske) genannt wurde, für Centro Atlético Lito, Bella Vista und den Nacional Montevideo. Als es in den Jahren 1922/1923 zum Schisma – der Spaltung der Organisationsstruktur des uruguayischem Fußballs – kam, stand Cea in Reihen Litos an der Seite Héctor Castros, eines weiteren erfolgreichen Fußballspielers, der aus diesem Verein hervorging. Der Verein teilte sich auf die beiden nunmehr existierenden Verbände auf und trat mit je einem Team in der neugegründeten Federación Uruguaya de Football (FUF) sowie in dem bisherigen Verband Asociación Uruguaya de Fútbol (AUF) an. Cea spielte bei derjenigen Mannschaft, die im ursprünglichen Wettbewerb der AUF verblieb. Mitspieler Castro spielte fortan in der FUF-Liga. In den Jahren 1925 bis 1930 und 1934 bis 1935 spielte Cea für die Bolsos. Er nahm an der Europa-Tournee des Vereins im Jahre 1925 ebenso teil wie zwei Jahre später bei der Wettbewerbs-Rundreise in Zentral- und Nordamerika. 1934 wurde er mit Nacional Uruguayischer Meister.

### Nationalmannschaft
Cea gehörte auch der uruguayischen Fußballnationalmannschaft an. Insgesamt absolvierte er von seinem Debüt am 4. November 1923 bis zu seinem letzten Spiel für die Celeste am 4. Dezember 1932 27 Länderspiele, in denen er 13 Treffer erzielte.
Cea gewann mit dem Nationalteam jeweils die Goldmedaille bei den Olympischen Spielen 1924 und 1928. Auch war er am Gewinn der Fußball-Weltmeisterschaft 1930 beteiligt. Bei allen drei großen Turnieren verpasste er keine einzige Partie und ist damit der einzige uruguayische Spieler, dem dies gelang.
Cea war der erste Spieler, der jeweils ein Tor in einem olympischen Finale und einem Finale einer Weltmeisterschaft erzielen konnte.

## Trainertätigkeit
Am 12. März 1940 absolvierte er beim 3:2-Sieg im Freundschaftsspiel gegen die chilenische Auswahl sein erstes Spiel als Trainer der uruguayischen Nationalmannschaft. Er betreute diese auch bei der Südamerikameisterschaft 1941 und 1942. Bei dem letztgenannten Turnier gewann Uruguay den Titel. Bereits bei der Copa Mignaburu Ende März 1943 war er allerdings durch Héctor Castro ersetzt worden. Mindestens bei der 2:6-Niederlage gegen Argentinien am 15. August 1945 im Rahmen der Copa Newton war er erneut als Nationaltrainer tätig.

## Nach der Karriere
Nachdem er seine Karriere als Fußballer beendet hatte, arbeitete er auch als Radio-Kommentator an der Seite von Dalton Rosas Riolfo in der Sendung Tierra de Campeones. Seine sterblichen Überreste fanden ihre letzte Ruhestätte im Vereinssitz von Nacional.

## Erfolge

### Als Spieler
- Fußball-Weltmeisterschaft: 1930
- Olympische Spiele: 1924, 1928
- Copa América: 1923, 1924
- Meister mit Nacional Montevideo: 1934

### Als Trainer
- Südamerikameister 1942